# Simon Angerpointner

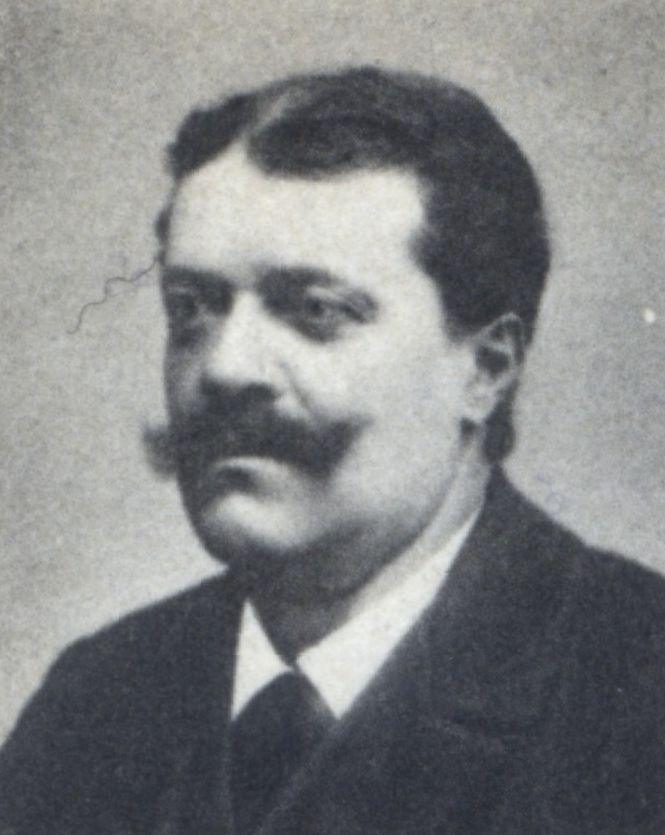
Simon Angerpointner als Reichstagsabgeordneter 1912

Simon Angerpointner (* 4. November 1854 in Au; † 21. November 1930 in Untertaching) war ein deutscher Mühlen- und Sägewerkbesitzer, Bürgermeister und Mitglied des Deutschen Reichstags.

## Leben
Angerpointner besuchte die Volksschule in Au bei Traunstein von 1860 bis 1867 und die Sonntagsschule in Taching von 1867 bis 1870. Er widmete sich zuerst der Landwirtschaft und war nach der Militärzeit durch Übernahme eines Mühl-, Säge- und Ökonomieanwesens in diesen Berufen von 1877 bis 1911 tätig. 1874 war er eingereiht im bayerischen Infanterie-Leib-Regiment und von 1875 bis 1877 aktiver Unteroffizier bei diesem Truppenteil. Zwischen 1888 und 1894 war er Beigeordneter, von 1894 bis 1900 Stiftungspfleger und von 1900 bis 1912 Bürgermeister in der Gemeinde Taching. Seit 1888 war er Mitglied des Distriktsrates und seit 1891 beeidigter Sachverständiger für Hagelschaden bei der Königl. Versicherungskammer in Bayern. Er wurde ausgezeichnet mit dem Ehrenzeichen für 25-jährige freie Feuerwehrdienste.
Von 1912 bis 1918 war er Mitglied des Deutschen Reichstags für den Reichstagswahlkreis Oberbayern 8 (Traunstein, Laufen, Berchtesgaden, Altötting) und die Deutsche Zentrumspartei.